# جب جنین
جب جنین (به عربی: جب جنین) شهری در استان بقاع کشور لبنان است که در سرشماری سال ۲۰۰۵ میلادی، ۷٬۰۸۷ نفر جمعیت داشته‌است.

## جستارهای وابسته

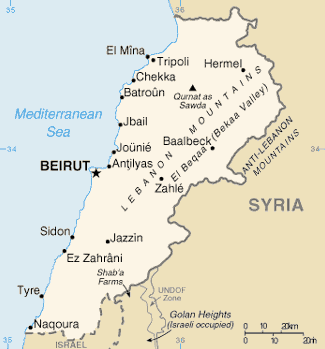
نقشهٔ لبنان